# Bailleulval
Bailleulval is een gemeente in het Franse departement Pas-de-Calais (regio Hauts-de-France) en telt 272 inwoners (1999). De plaats maakt deel uit van het arrondissement Arras. Het is een plattelandsdorp en ligt op 15km van de plaats Arras.

## Geografie
De oppervlakte van Bailleulval bedraagt 3,9 km², de bevolkingsdichtheid is 69,7 inwoners per km².
De onderstaande kaart toont de ligging van Bailleulval met de belangrijkste infrastructuur en aangrenzende gemeenten.

## Demografie
Onderstaande figuur toont het verloop van het inwonertal (bron: INSEE-tellingen).